# Свилен Симеонов
Свилен Маринов Симеонов е български футболист, вратар.
Роден е на 8 октомври 1974 г. в Добрич. Висок е 184 см и тежи 78 кг.

## Кариера
Играл е за Добруджа и Нафтекс. В А група има 209 мача. Полуфиналист за купата на страната през 2006 г. с Нафтекс. За купата на УЕФА е изиграл 2 мача за Нафтекс.

## Успехи (отборни)
Интер (Баку)
- Премиер лига:
  -  Шампион (1): 2008

## Статистика по сезони
- Добруджа – 1994/95 – А група, 9 мача
- Добруджа – 1995/96 – А група, 17 мача
- Добруджа – 1996/97 – А група, 21 мача
- Добруджа – 1997/98 – А група, 29 мача
- Добруджа – 1998/99 – А група, 24 мача
- Добруджа – 1999/00 – А група, 28 мача
- Нефтохимик – 2000/01 – А група, 14 мача
- Нафтекс – 2001/02 – А група, 10 мача
- Нафтекс – 2002/03 – А група, 11 мача
- Нафтекс – 2003/04 – А група, 14 мача
- Нафтекс – 2004/05 – А група, 17 мача
- Нафтекс – 2005/06 – А група, 15 мача
- Нафтекс – 2006/07 – Източна Б група
- Спартак – 2009/10 – Източна Б група
- Нефтохимик – 2010/11